# Long Range Desert Group

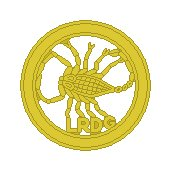
Le badge du LRDG, représentant un scorpion.

Le Long Range Desert Group (LRDG) est une unité de l'armée britannique, durant la Seconde Guerre mondiale, sur le théâtre d’opérations d’Afrique du Nord. Cette unité était spécialisée dans la reconnaissance derrière les lignes ennemies et les opérations commandos.

## Contexte
Pendant la Seconde Guerre mondiale, Mussolini pense que l'armée italienne peut dominer le désert africain. Les difficultés et les revers s'accumulent jusqu'à ce qu'il demande le secours des Allemands, qui envoient l'Afrikakorps. Ce théâtre d’opérations attire alors l’attention des Alliés.
Le général allemand Erwin Rommel, spécialiste de l'offensive, vole de victoires tactiques en victoires tactiques. Vaincue par les Alliés pendant la Seconde bataille d'El Alamein, l'armée allemande doit se replier et abandonner l'Afrique. Les Alliés utilisent ensuite l'Afrique comme tremplin pour le débarquement de Sicile en Italie.

## Genèse
Le commandant (major) Ralph A. Bagnold (1896-1990) a créé le Long Range Desert Group qui, avec le SAS, a joué un rôle majeur dans la guerre du désert en Afrique du Nord. Son père était dans le corps du génie britannique et l’a toujours encouragé à s’instruire. En 1915, Ralph maintient la tradition familiale et s’est engagé dans l’armée où il a passé trois ans durant la Première Guerre mondiale. Après la guerre, il étudie l’ingénierie à l’université de Cambridge d'où il est diplômé en 1921 et retourne à l’armée peu après ; il est affecté au Caire. Cette position aux portes du désert lui permet de satisfaire son désir d’explorer ces vastes étendues en automobile dans les années 1930. Dégagé de l’armée en 1935, il se consacre à ses passions pour les mathématiques, la physique et à sa curiosité pour développer de nouvelles connaissances du désert.
Il fait une traversée remarquable du désert libyen d’Est en Ouest et son équipe invente le compas solaire qui n’est pas affecté par les métaux et le magnétisme. C’est un appareil simple et rustique constitué par un segment vertical dont l’ombre portée sur une plaque horizontale indique la direction. Il a aussi développé une technique de conduite sur le sable mou, parallèlement à la navigation dans le désert sans repères évidents. Il a aussi développé des techniques de franchissement des dunes en force, à grande vitesse, en faisant attention à l’autre pente qui est toujours plus abrupte. Ces trouvailles opportunes au moment de la guerre du désert libyen permettent à Ralph Bagnold, quand il est rappelé pour le service actif, au rang de major pour ses connaissances approfondies et son expertise, de proposer au général Archibald Wavell, commandant en chef des forces terrestres britanniques au Moyen-Orient, de former un groupe de reconnaissance pour agir comme des éclaireurs dans le désert et transmettre les renseignements obtenus.
Les autres officiers supérieurs se méfient des armées privées, mais Wavell était prêt à examiner la proposition de Bagnold. Il exige des réponses à des questions vitales : comment ces patrouilles comptent sortir des mauvais pas en cas d’attaque, comment les secourir et quelles sont les expertises du désert nécessaires que les Italiens et les Allemands n’ont pas. Wavell donne à Bagnold un délai de six semaines pour former son groupe.

## Opérations militaires
Le LRDG va devenir les yeux et les oreilles de l’armée britannique en Afrique du Nord, loin derrière les lignes ennemies. Il est constitué de plusieurs unités, telle la Popski's Private Army dirigée par Vladimir Peniakoff. 
À la fonction d’observation et de reconnaissance s’est ajoutée la fonction de transporteur de la SAS qui lui a donné le sobriquet de « Service de taxi du désert libyen ». Avant d’avoir ses véhicules, la « Force L » de Leclerc lançait ses raids sur les forts italiens de Mourzouk et Koufra à partir du Tchad en qualité de passagers de ces taxis du désert libyen où, une fois, Jacques Massu, officier méhariste posté au Tibesti, a transformé son vaisseau du désert en pétrolier pour un rendez-vous de ravitaillement. La connaissance de Bagnold s’est avérée précieuse et il avait même trouvé le temps d’écrire en 1941 The Physics of Blown Sand. En juillet 1941, il fut promu colonel et placé au Caire, malgré le scepticisme de la hiérarchie militaire.
« […] Never in our peacetime travels had we imagined that war could ever reach the enormous empty solitudes of the inner desert, walled off by sheer distance, lack of water, and impassable seas of sand dunes. Little did we dream that any of the special equipment and techniques we evolved for long-distance travel, and for navigation, would ever be put to serious use.' »
— Ralph Bagnold
        
« Jamais, au cours de nos voyages en temps de paix, nous n’avions imaginé que la guerre puisse jamais atteindre les énormes solitudes vides du désert intérieur, murées par une simple distance, le manque d’eau et une infranchissable mer de dunes de sable. Nous n'avions guère imaginé que les équipements et les techniques spéciales que nous avons mis au point pour les voyages sur de longues distances et pour la navigation seraient utilisés pour un usage sérieux. »

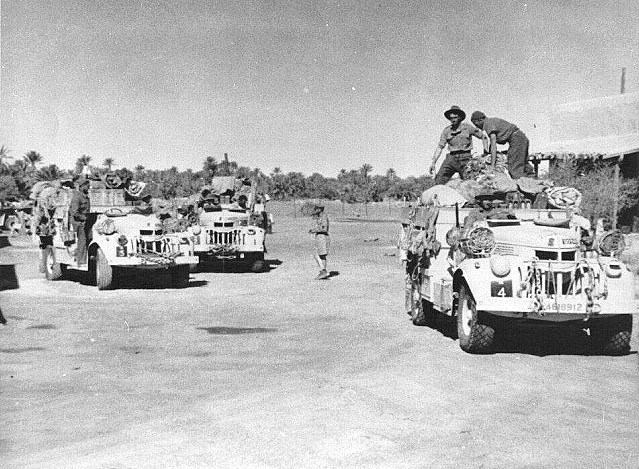
Des Chevrolet 30 cwt 1533x2 de la R1 Patrol lourdement chargés au départ de leur base dans l'oasis de Jalo (Libye). À l'avant-plan, le R4 Rotowaro W.D.no. L4618912.

Les opérations se résumaient à une navigation solitaire à travers un terrain difficile que les adversaires croyaient impraticable. Selon la disponibilité du parc automobile, les camionnettes 4X2 (2 roues motrices sur les 4 roues) étaient du matériel civil adapté et modifié et variaient au besoin, comme les équipements. Le véhicule emblématique était le Chevrolet 30CWT (1,5 tonne de charge utile dans la nomenclature britannique) de 1937, et ensuite de 1940, fabriqué au Canada par General Motors. Des camionnettes Ford plus légères pouvaient être utilisées pour le commandement. Plus tard, lors du développement du groupe, des camions 60CWT (3 tonnes de charge utile) seront adoptés pour l’artillerie et le dépannage.
Les missions d’observation demandaient un camouflage parfait et de longues heures d’attente ainsi que l’évitement des combats quand c’était possible. Les traces de présence ou de passage devaient être soigneusement effacées. Pour l’expertise des traversées du désert, ce groupe polyvalent des commandos britanniques « apte à tout » a effectué des missions très variées à partir de sa base, installée dans l’Oasis de Siwa, loin dans le Sud, aux portes du désert. Les missions de reconnaissance comprenaient aussi la capture et l’interrogation des prisonniers italiens et allemands ainsi que le renseignement auprès des Bédouins. Pour cela, la LRDG comprenait des équipes de linguistes connaissant les langues et les langages en usage dans cette situation.

## Quelques membres notables
- Ralph A. Bagnold, physicien de formation et chef du LRDG
- Orde Charles Wingate, qui a créé les Chindits